# Тодор Кошников
Тодор Кошников е български националреволюционер.

## Биография
Тодор Кошников е роден през 1830 г. в град Сопот в бедно многодетно семейство. Има близкородствени кръвни връзки с рода на майката на Васил Левски – Гина Караиванова. Втори братовчед е на Васил Левски.
Благодарение на упоритостта и ученолюбието си успява да завърши Сопотското класно училище. Завършва фелдшерски медицински курс към османската армия в Цариград. Разпределен и служи по гарнизоните из Мала Азия, Арабския полуостров и черногорско-турската граница.
След като се уволнява от армията, се завръща в България и практикува медицина (1865).
Попада във водовъртежа по подготовката на националноосвободителното движение. Васил Левски го посвещава в революционните идеи. По негова препоръка е избран за председател на Сопотския частен революционен комитет на Вътрешната революционна организация. Развива активна революционна дейност.
Участва и във втория частен революционен комитет, основан от Панайот Волов за подготовка на Априлското въстание (1876). Малко преди избухването му се разболява. Лекува са в Дряново. Умира сломен от разбитото си здраве, изгубено из пустините на Арабия и Мала Азия.
Прототип е на доктор Соколов от романа „Под игото“ на Иван Вазов. Негов паметник е издигнат в Дряновски гробищен парк.